# Thomas Roth (Filmemacher)

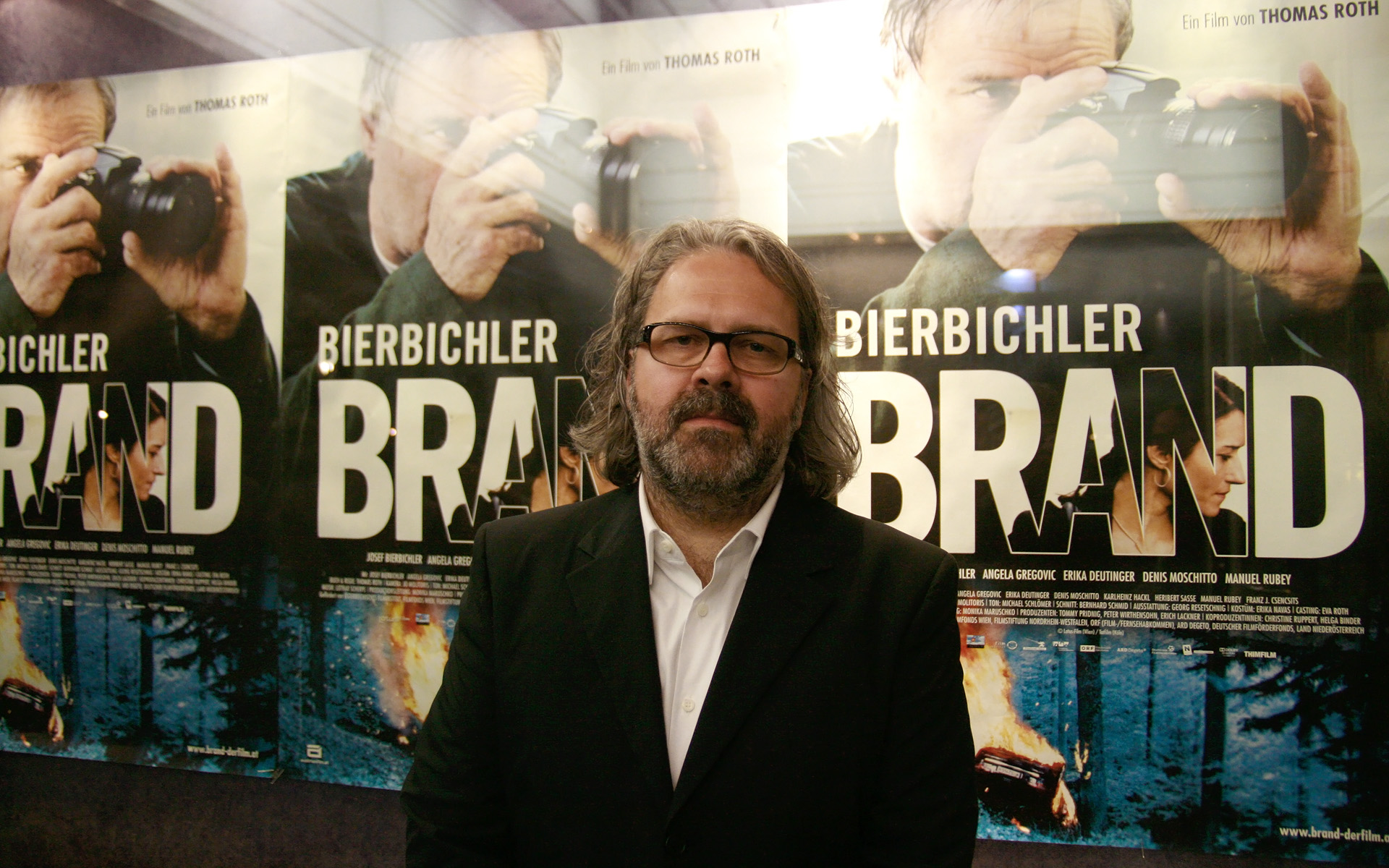
Thomas Roth (Premiere von „Brand“ im Wiener Gartenbaukino, 2011)

Thomas Roth (* 1965 in Graz) ist ein österreichischer Filmregisseur und Drehbuchautor.

## Leben und Wirken
Thomas Roth gilt als einer der profiliertesten Regisseure für anspruchsvolle TV- und Kinofilme in Deutschland und Österreich und arbeitete bereits mit zahlreichen deutschsprachigen, aber auch internationalen Stars zusammen. Immer wieder entdeckte er auch schauspielerische Talente, die durch seine Filme oft schnell Berühmtheit erlangten. Sein Porträt über den Wiener Popstar Falco, Verdammt, wir leben noch, zählt zu den bestbesuchten österreichischen Kinofilmen der letzten zwanzig Jahre. Thomas Roth führte unter anderem bei mehreren österreichischen Tatort-Filmen sowie in neun von zehn Folgen der mehrfach ausgezeichneten österreichischen Krimireihe Trautmann, die er gemeinsam mit Ernst Hinterberger auch als Co-Autor betreute, Regie. Außerdem war Roth Co-Autor und Regisseur des einzigen Ostbahn-Kurti-Kinofilms Blutrausch. In den vergangenen Jahren inszenierte Thomas Roth sehr erfolgreich für die ARD und das ZDF eine Reihe von Krimis und Dramen (Tatort München, Spreewaldkrimi "Die Tränen der Fische", Blutsschwestern (2014),  Neben der Spur – Sag, es tut dir leid, Krimireihe Der Kommissar und das Meer in Schweden), die jeweils ein Millionenpublikum erreichten und zumeist den Quoten-Tagessieg feiern konnten.
Von 1985 bis 1994 war Thomas Roth Regisseur im ORF. Während dieser Zeit stellte er Dokumentationen (unter anderem über die EAV und den Dramatiker Wolfgang Bauer), Musikvideos (Opus, EAV), Werbespots, Konzert- (EAV, Austria 3) und Kurzfilme her. Anschließend begann Roth, Spielfilme für Kino und Fernsehen zu inszenieren. Von 1995 bis 1996 lebte er in New York, wo er eine Drehbuchausbildung absolvierte. 2005 inszenierte er, als seine bislang einzige Theaterarbeit, unter der Direktion von Michael Schottenberg am Volkstheater Wien Vor dem Ruhestand von Thomas Bernhard.
Roths „Tatort“-Folge Tatort: Das Tor zur Hölle erreichte im Oktober 2022 fast 1,1 Millionen Zuseher in Österreich, die zweithöchste je erzielte Quote für eine Tatort-Folge in Österreich. Mit einem Marktanteil von 29 Prozent bei den 12- bis 29-Jährigen erzielte „Das Tor zur Hölle“ überhaupt den Bestwert für alle bis zu diesem Zeitpunkt jemals ausgestrahlten Tatort-Folgen in Österreich. Auch in Deutschland folgten fast 8 Millionen Zuseher (28 Prozent) in der ARD dem Film.
Im Winter 2021 verfilmte Thomas Roth sein Drehbuch Schächten in Wien, Niederösterreich, Salzburg und New York. In dem Film, der in den 60er Jahren spielt, spürt ein jüdischer Unternehmersohn den KZ-Peiniger seiner Familie auf, um ihn vor Gericht zu bringen. Der Film wurde von einem US-Verleih gekauft und hatte am 31. Juli 2022 in San Francisco auf dem größten jüdischen Filmfest der Welt seine Uraufführung. Am 2. Dezember 2022 kam Schächten in die österreichischen Kinos. Er wurde auf zahlreichen internationalen Festivals gezeigt.
Thomas Roth ist der Sohn des Schriftstellers Gerhard Roth.

## Filmografie

### Kinospielfilme
- 1997: Blutrausch
- 1997: Der See
- 2000: Kaliber Deluxe
- 2008: Falco – Verdammt, wir leben noch!
- 2011: Brand – Eine Totengeschichte
- 2022: Schächten

### Fernsehfilme
- 1995: Schnellschuß
- 1998: Kreuzfeuer
- 2002: Geliebte Diebin
- 2014: Blutsschwestern (Die Tote in der Berghütte)

### Fernsehreihen
- Der Kommissar und das Meer:
  - 6 Folgen bis 2012
- Der Kriminalist
  - 2015: Kleine Schritte
  - 2015: Die Unschuld der Engel
- Tatort:
  - 1999: Der Millenniumsmörder, Regie
  - 2005: Der Teufel vom Berg, Buch (mit Felix Mitterer) und Regie
  - 2007: Familiensache, Buch und Regie
  - 2007: Exitus, Buch und Regie
  - 2009: Gesang der toten Dinge, Regie
  - 2015: Deckname Kidon, Regie
  - 2016: Die Kunst des Krieges, Buch und Regie
  - 2019: Wahre Lügen, Buch und Regie
  - 2022: Das Tor zur Hölle, Buch und Regie
- Trautmann:
  - 2001: Nichts ist so fein gesponnen
  - 2002: Das letzte Hemd hat keine Taschen
  - 2003: Alles beim Alten
  - 2003: Das Spiel ist aus
  - 2003: Lebenslänglich
  - 2003: Schwergewicht
  - 2004: 71 Tage
  - 2005: Bumerang
  - 2005: Die Hanno Herz Story
- Kommissar Dupin
  - 2015: Bretonisches Gold, Regie
  - 2017: Bretonischer Stolz, Regie
  - 2017: Bretonische Flut, Regie
- Der Taunuskrimi
  - 2013: Eine unbeliebte Frau
- Spreewaldkrimi
  - 2011: Die Tränen der Fische
- In Wahrheit
  - 2020: In Wahrheit: Jagdfieber

## Auszeichnungen
- 1998: Blutrausch: Nominierung für Max Ophüls Preis.
- 2002: Nichts ist so fein gesponnen: Goldene Romy, Beste Regie
- 2004: 30 Jahre Licht ins Dunkel: Silbermedaille beim New Yorker AME International Award 2004.
- 2004: Trautmann – Das Spiel ist aus: Nominiert für den Fernseh-Filmpreis der Akademie der darstellenden Künste Baden-Baden, Bester Fernsehfilm.
- 2004: Trautmann – 71 Tage: Erich-Neuberg-Preis des ORF für herausragende Regiearbeit bei einem Fernsehfilm.
- 2015: Romy in der Kategorie Beste Regie TV-Film für Tatort: Deckname Kidon[6]